# Massacre de Shakee

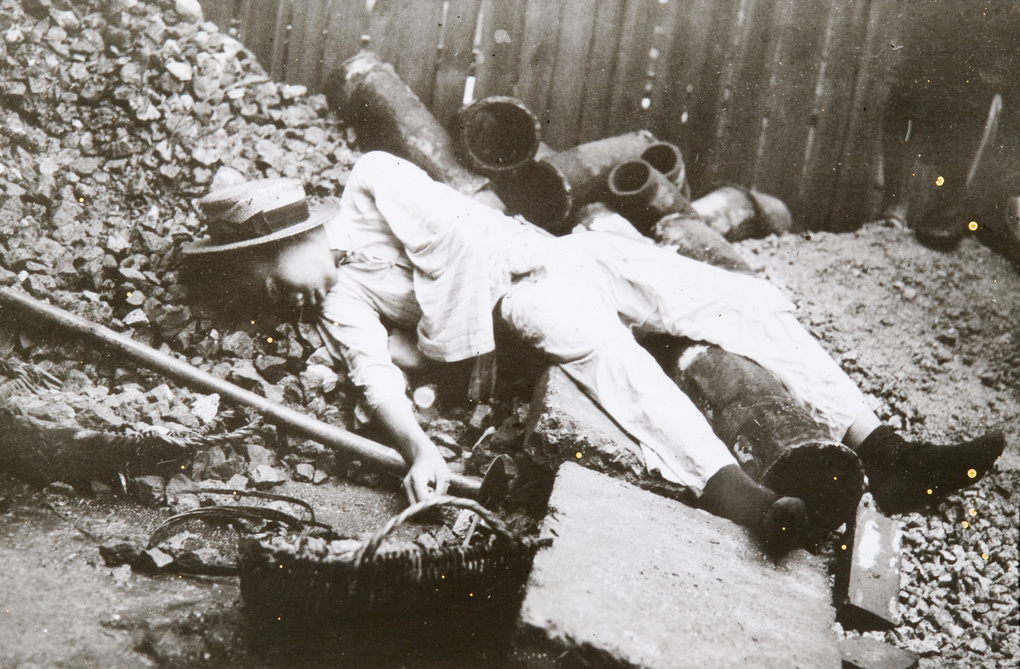
Uma vítima do massacre

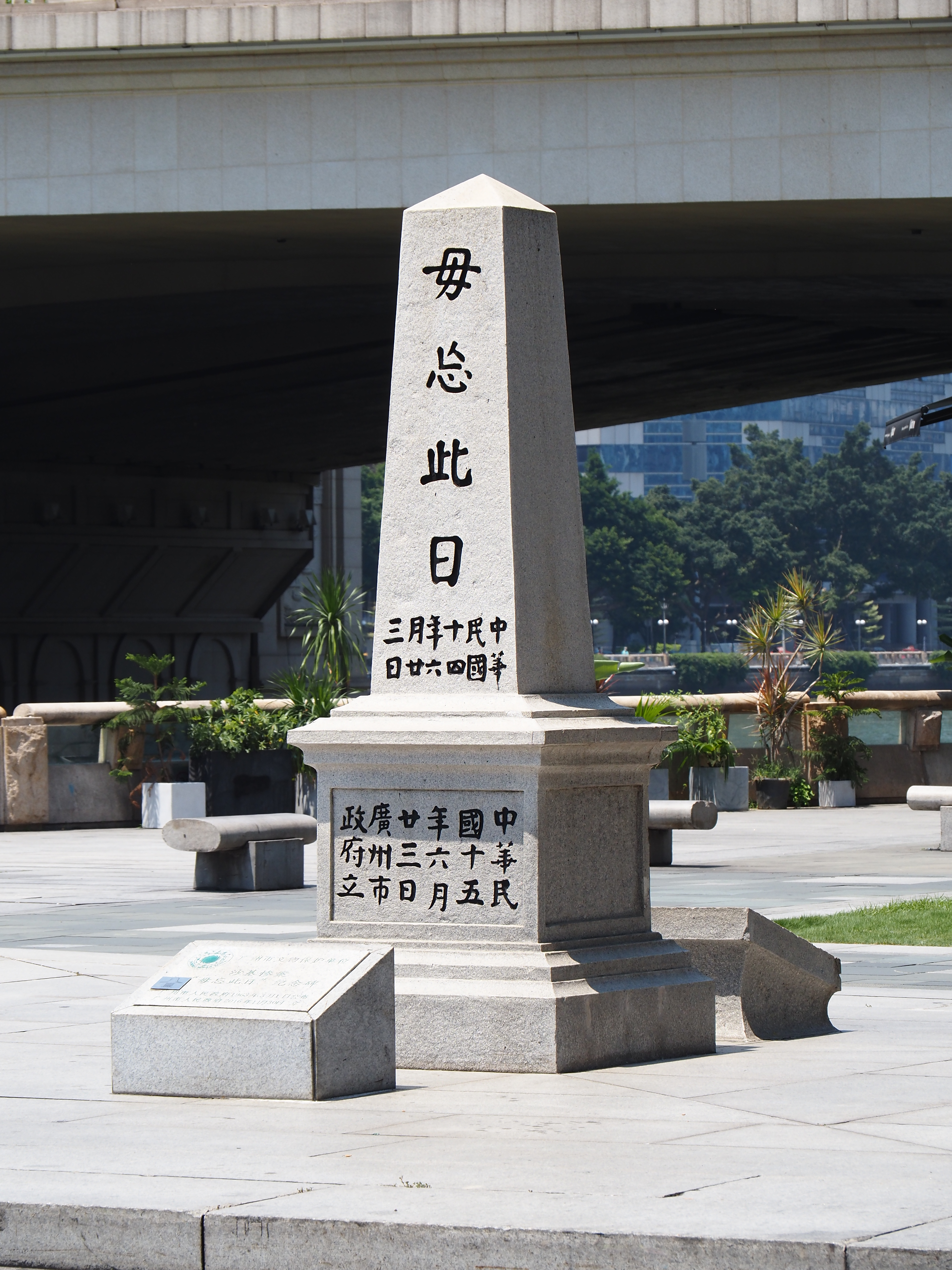
Monumento às vítimas Shaji do massacre. A inscrição chinesa 毋忘此日 significa "Nunca esqueça este dia".

O Massacre de Shakee ocorreu em 23 de junho de 1925 e resultou em mais de duzentas vítimas devido aos tiros disparados pelas forças britânicas, francesas e portuguesas em Shaji (chamado Shakei em cantonês), Cantão, China.
Em 21 de junho de 1925, trabalhadores em Hong Kong e Cantão entraram em greve em apoio ao Movimento Trinta de Maio em Xangai. Dois dias depois, em 23 de junho, mais de 100.000 pessoas se reuniram em Jiaochang Oriental (hoje, Estádio Popular Provincial de Guangdong), anunciando seus planos de expulsar as potências estrangeiras, cancelar os tratados desiguais e caminhar até o Shakee em protesto. Às 3h da manhã, quando o protesto havia se deslocado para a ponte oeste, o conflito começou. Soldados britânicos e franceses, percebendo que tiros estavam sendo disparados contra eles, começaram a atirar contra os manifestantes. Além disso, navios de guerra britânicos dispararam contra a costa norte de Shamian (que na época se chamava Shameen). Mais de 50 pessoas foram mortas e mais de 170 ficaram gravemente feridas.
Entre os mortos estavam 20 civis e 23 cadetes e militares da Academia Militar de Whampoa. O número de mortos incluía uma mulher e quatro menores de 16 anos. Uma estimativa registrou 52 mortos.
Após o massacre, o governo nacional em Cantão (atual Guangzhou) recorreu aos consulados britânico e francês, solicitando um pedido formal de desculpas, a punição dos oficiais militares envolvidos, a remoção dos navios de guerra, a devolução de Shamian ao governo nacional e reparações para as famílias dos mortos. A solicitação foi rejeitada pelos consulados. Em 29 de outubro, Hong Kong fez um contra-ataque, no qual 130.000 pessoas de Hong Kong voltaram para Cantão.
Em 11 de julho, Cantão realizou uma cerimônia pública em memória às vítimas do massacre. No ano seguinte, um memorial e uma estrada foram construídos em memória de Shakee. A estrada foi chamada de 六二三 Rua (Seis dois três) — a data numérica do evento.

## Links externos
- “沙基惨案”亲历见闻Arquivado em abril 18, 2015, no Wayback Machine
- 广州沙基惨案纪念碑小了？新立的碑引来争议(图)